# Tyringe SoSS
Tyringe Skid- och Skridskosällskap, även Tyringe Hockey, är en ishockeyklubb i Tyringe i Skåne. 
Den 17 december 1936 beslöts att bilda en ny idrottsförening i Tyringe, en förening med tonvikt på året runt-idrotter. I mitten av 1940-talet försvagades bandyns ställning. Vid samma tid bjöd Malmös två ishockeyklubbar Malmö FF och IFK Malmö Ishockey) in fler föreningar att spela hockey. Efter ett inledande möte i Malmö och ett efterföljande i Tyringe kom ishockeyn till den nordskånska kurorten.
Klubben spelar sina hemmamatcher i Tyrs Hov ishall  och har genom åren spelat i blåa tröjor hemma samt vita borta. 
Tyringe Hockey:s herrseniorer spelade i Hockeyettan Södra till säsongen 2020/2021 då serien minskades och Tyringe flyttades ner till Hockeytvåan..

## Säsonger
| Säsong                                       | Division            | Placering | Vårserie                  | Kval/Playoff                                                              |
| -------------------------------------------- | ------------------- | --------- | ------------------------- | ------------------------------------------------------------------------- |
| 1986/1987                                    | Division I Södra    | 7         | 6:a i fortsättningsserien |                                                                           |
| 1987/1988                                    | Division I Södra    | 6         | 1:a i fortsättningsserien | Playoff: Besegrar Hammarby, utslagna av Sundsvall                         |
| 1988/1989                                    | Division I Södra    | 5         | 4:a i fortsättningsserien |                                                                           |
| 1989/1990                                    | Division I Södra    | 3         | 1:a i fortsättningsserien | Playoff: Besegrar Väsby, utslagna av Vita Hästen                          |
| 1990/1991                                    | Division I Södra    | 4         | 3:a i fortsättningsserien |                                                                           |
| 1991/1992                                    | Division I Södra    | 7         | 6:a i fortsättningsserien |                                                                           |
| 1992/1993                                    | Division I Södra    | 10        | 8:a i fortsättningsserien | nerflyttade                                                               |
| 1993–1999 spelade Tyringe i lägre divisioner |                     |           |                           |                                                                           |
| 1999/2000                                    | Division 1 Södra B  | 3         | 4:a i Allettan Södra      | 3:a i Playoff Södra B                                                     |
| 2000/2001                                    | Division 1 Södra B  | 1         | 7:a i Allettan Södra      |                                                                           |
| 2001/2002                                    | Division 1 Södra B  | 4         | 7:a i Allettan Södra      | 2:a i återkval till Division 1                                            |
| 2002/2003                                    | Division 1 Södra    | 8         | 4:a i Förkval Södra A     |                                                                           |
| 2003/2004                                    | Division 1 Södra    | 7         | 3:a i Förkval Södra A     |                                                                           |
| 2004/2005                                    | Division 1 Södra    | 12        |                           | 3:a i kvalserien                                                          |
| 2005/2006                                    | Division 1F         | 11        |                           | 1:a i kvalserie F                                                         |
| 2006/2007                                    | Division 1F         | 10        | 7:a i vårserien           | Avstod spel i kvalserien, nerflyttade                                     |
| 2007–2015 spelade man i lägre divisioner     |                     |           |                           |                                                                           |
| 2014/2015                                    | Hockeytvåan Södra B | 1         | 1:a i Alltvåan Södra      | Besegrar Kungälv i playoff, 2:a Kvalserie D till Hockeyettan, uppflyttade |
| 2015/2016                                    | Hockeyettan Södra   | 9         | 3:a i vårserien           |                                                                           |
| 2016/2017                                    | Hockeyettan Södra   | 9         | 2:a i vårserien           |                                                                           |
| 2017/2018                                    | Hockeyettan Södra   | 10        | 5:a i vårserien           |                                                                           |
| 2018/2019                                    | Hockeyettan Södra   | 10        | 5:a i Vårettan            |                                                                           |
| 2019/2020                                    | Hockeyettan Södra   | 12        | 7:a i vårserien           | Kvalserien inställd                                                       |
| 2020/2021                                    | Hockeyettan Södra   | 12        | 6:a i Vårettan            | 3:a i kvalserien, nerflyttade                                             |
| Säsongen 2021/22 spelade man I Hockeytvåan   |                     |           |                           |                                                                           |
| 2022/2023                                    | Hockeyettan Södra   | 10        | 6:a i Vårettan            |                                                                           |

Anmärkning
1. ↑  Slutspel och kvalserier ställdes in 2020 p.g.a. Coronavirusutbrottet.[6]